# CETME
El CETME (derivado de CETME, acrónimo de «Centro de Estudios Técnicos de Materiales Especiales»), coloquialmente llamado chopo en su modelo C-64, como otros de los fusiles anteriores de las fuerzas armadas españolas, era el fusil de combate del Ejército Español desarrollado en España por el Centro de Estudios Técnicos de Materiales Especiales. El CETME cuenta con varias versiones, similares entre sí: A1, A2, B, C, D, E, L, LC, LV, AMELI.
El CETME B fue creado y desarrollado en colaboración entre el fabricante alemán de armamento Heckler & Koch y España, por lo que tiene un parecido con el HK G3. Este G3 gozó de un considerable volumen de ventas internacionales, habiendo sido adquirido por diversos ejércitos.

## Historia

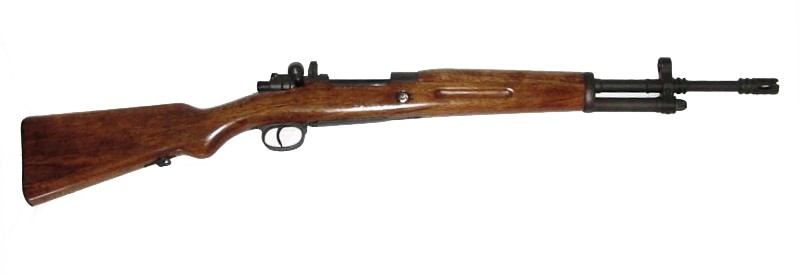
Un Mauser español FR-8. Cuando España inició la transición al fusil automático CETME, muchos fusiles M43 fueron transformados en FR-8 para entrenamiento militar y servicio en la Guardia Civil.

El Centro de Estudios Técnicos de Materiales Especiales (cuyo acrónimo da nombre al fusil) se creó para contrarrestar los efectos del aislamiento internacional bajo la dictadura franquista. Diseñó gran número de productos militares poniendo gran empeño en los fusiles de asalto, en vista de la necesidad de sustituir los anticuados fusiles de cerrojo del Ejército Español (fusiles Mauser Modelo 1943 de calibre 7,92 mm).
Históricamente, este fusil deriva del fusil de asalto alemán Stg-44 y su evolución al Sturmgewehr 45. Fue desarrollado a modo de prototipo por la compañía Mauser en 1945, pero la derrota de Alemania en la Segunda Guerra Mundial detuvo el proyecto. Sin embargo, algunos técnicos de Mauser implicados en el proyecto se refugiaron en España. Uno de ellos, Ludwig Vorgrimler, fue su principal desarrollador.
En 1949 se creó en España el Centro de Estudios Técnicos y Materiales Especiales, un organismo ideado para investigar y desarrollar nuevos equipos para los ejércitos españoles.
El CETME fue creado por orden del Ministerio del Ejército, y su primer modelo (A) vio la luz en 1952. El CETME era accionado por retroceso de masas con acerrojamiento semirrígido, al igual que la ametralladora MG-42 alemana, lo que llamó la atención en su tiempo, ya que el sistema imperante era el de gases. En 1957 es adoptado por el Ejército de Tierra. Sucesivos modelos mejoraron aspectos como la cadencia, alcance, precisión y el tipo de cartucho (adaptándolo al cartucho estándar de la OTAN: 7,62 x 51 OTAN). El CETME L, LC fue el fusil reglamentario de los tres ejércitos españoles hasta 1999, cuando se adopta el fusil alemán HK G36E. 
El recientemente formado Ejército alemán occidental (Bundeswehr) se mostró interesado por el CETME español y rápidamente compró varios fusiles a España (que empleaban cartuchos 7,62 x 51 OTAN) para probarlos y a los que apodaron Automatisches Gewehr G3 (Fusil automático G3, en alemán), completó con éxito las pruebas contra el SIG SG 510 (G2) suizo y el AR-10 (G4) estadounidense para reemplazar al anterior fusil G1. En enero de 1959, el Bundeswehr adoptó oficialmente el CETME como arma para sus ejércitos, pero el gobierno de Alemania Federal deseaba fabricarlos por lo que adquirió a la empresa holandesa Nederlandse Wapen en Munitiefabriek (NWM) que tenía los derechos de producción y venta del CETME fuera de España, la licencia para producirlos íntegramente en Alemania, otorgando el contrato a Rheinmetall y a Heckler & Koch introduciendo variaciones como la mira giratoria, momento en que la marca CETME desaparece de los modelos alemanes dando paso al HK G3.
El CETME es considerado uno de los mejores fusiles de asalto de su tiempo por su precisión, su potencia y, sobre todo, su resistencia.[cita requerida] Actualmente el CETME C, versión semiautomática para el mercado civil (también conocido como Cetme Sport), tiene mucho éxito en los países donde su tenencia es legal, por su fiabilidad, precisión, robustez y precio.

## Desarrollo de versiones
Durante 50 años el Centro de Estudios Técnicos de Materiales Especiales desarrolló diferentes versiones de este fusil, conocido coloquialmente entre la tropa como «chopo».

### CETME A1 y A2

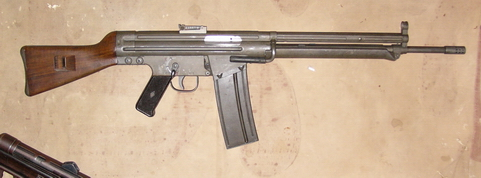
Un CETME A2b.

En 1949 se crea el primer fusil CETME,[cita requerida] capaz de dar al soldado una elevada movilidad, precisión, alcance y potencia de fuego. Este fusil (Modelo A1) debería ser capaz de incapacitar a una distancia de 1000 m,[cita requerida] por lo que se desarrolla una nueva munición, el cartucho de 7,92 x 40 mm Cetme. Dicho cartucho es acusado por empresas de la competencia (entre ellas la "Fabrique Nationale" belga) de ser contrario a las Convenciones de Ginebra por lo cual se comienza el desarrollo del fusil (Modelo A2) recamarado al cartucho adoptado por la OTAN, el 7,62 x 51. En 1957, Alemania muestra interés en codesarrollar el fusil, mientras en España pasó a ser parte del equipo en el Ejército de Tierra.
El secreto del diseño del CETME era el acerrojamiento semirrígido, gracias a dos rodillos bloqueados por la rampa de la cabeza del cerrojo que se introducían en unos alojamientos a la entrada de la recámara. La presión del disparo necesitaba un tiempo muy corto para vencer la resistencia de los rodillos a desplazarse fuera de sus alojamientos cargados además por el muelle recuperador. Pero este tiempo muy corto bastaba para que el proyectil abandonara el arma. No se necesitaba toma de gases como en todos los fusiles de asalto del momento, evitando la suciedad que esto produciría y se aumentaba la fiabilidad, y no se necesitaba que el cañón fuera móvil.
El modelo A era un prototipo, en el que se probaron dos diferentes conceptos.
- CETME modelo A1: sistema de acerrojamiento rígido y toma de gases, selector de tiro en el lado derecho, palanca de montar fija y culatín plegable.
- CETME modelo A2: sistema de acerrojamiento semirrígido y retroceso de masas, palanca de montar flotante y asa de transporte.

Se abandonaría finalmente el modelo A1 operado a gas, vistos los prometedores resultados del sistema de cierre empleado en el A2. En 1952 empezaron las demostraciones en el extranjero. El talón de Aquiles del Modelo A era el empleo del cartucho 7,92 x 40 CETME. Este no cumplía con las leyes de la guerra, porque su bala no estaba completamente encamisada. Además la OTAN había decidido adoptar el calibre 7,62 mm, lo cual penalizaba el potencial de ventas en el extranjero. Por ello era necesario cambiar el diseño del fusil para adaptarlo al calibre de la OTAN.

### CETME B
Debido al interés de Alemania a finales de 1957 la empresa H&K firmó un acuerdo para codesarrollar el fusil CETME Modelo B. Este modelo era capaz de disparar dos cartuchos, el 7,62 x 51 Cetme y el 7,62 x 51 OTAN, cambiando el muelle recuperador y el ángulo del portapercutor de la cabeza del cerrojo. Incorpora una bocacha apagallamas con la que puede lanzar granadas, mejora del asa portafusil, culatín ergonómico y bípode. El selector de tiro seguía en el lado derecho, y no se modificaron el alza y el punto de mira. En 1958 se fabrican las primeras unidades y pasa a ser arma de obligatoria uniformidad en los tres ejércitos de España. Además de ser producido en serie también se comienzan las exportaciones. En 1961 se alcanza el primer acuerdo con la empresa alemana Heckler & Koch que comercializa el fusil bajo la marca G3 y entra en servicio en más de 30 países.

### CETME C
Entró en servicio en las Fuerzas Armadas españolas en 1964; se estría la recámara para permitir el uso de munición con vaina de latón fabricada en España, en lugar de munición alemana con vaina de acero, sin que afectase el violento mecanismo de extracción; el alza pasa a ser del tipo librillo en distancias de 100, 200, 300 y 400 m, y se le incorporan unos resaltes en el cuerpo del arma a continuación del alza como los del HK G3 y el MP5) para acoplar una mira telescópica, ya que no dispone de riel propiamente dicho.
Se le añade un guardamano de madera, como la culata, recuperándose por este motivo el nombre de «chopo» de los viejos Mauser. Fiable, duro y resistente, fue, sin lugar a dudas, la mejor versión del CETME. Sigue siendo el fusil básico de dotación en distintas escuelas y bases de la Armada Española así como en unidades de la Guardia Civil y Policía Nacional.

### CETME E
Fue fabricado en poca cantidad de manera experimental para probar diferentes componentes de plástico tanto en el fusil como en cargadores, además de modificar el alza tipo HK (igual que la del G3, de tambor giratorio). Fue desarrollado sobre la base del CETME C; es decir, se sustituye el guardamanos, la culata y el pistolete por otros de compuestos plásticos (marrones y verdes). Podría decirse que el CETME E era en realidad un CETME C «plastificado». Fue la antesala de los diferentes modelos que vendrían.

### CETME L, LC y LV

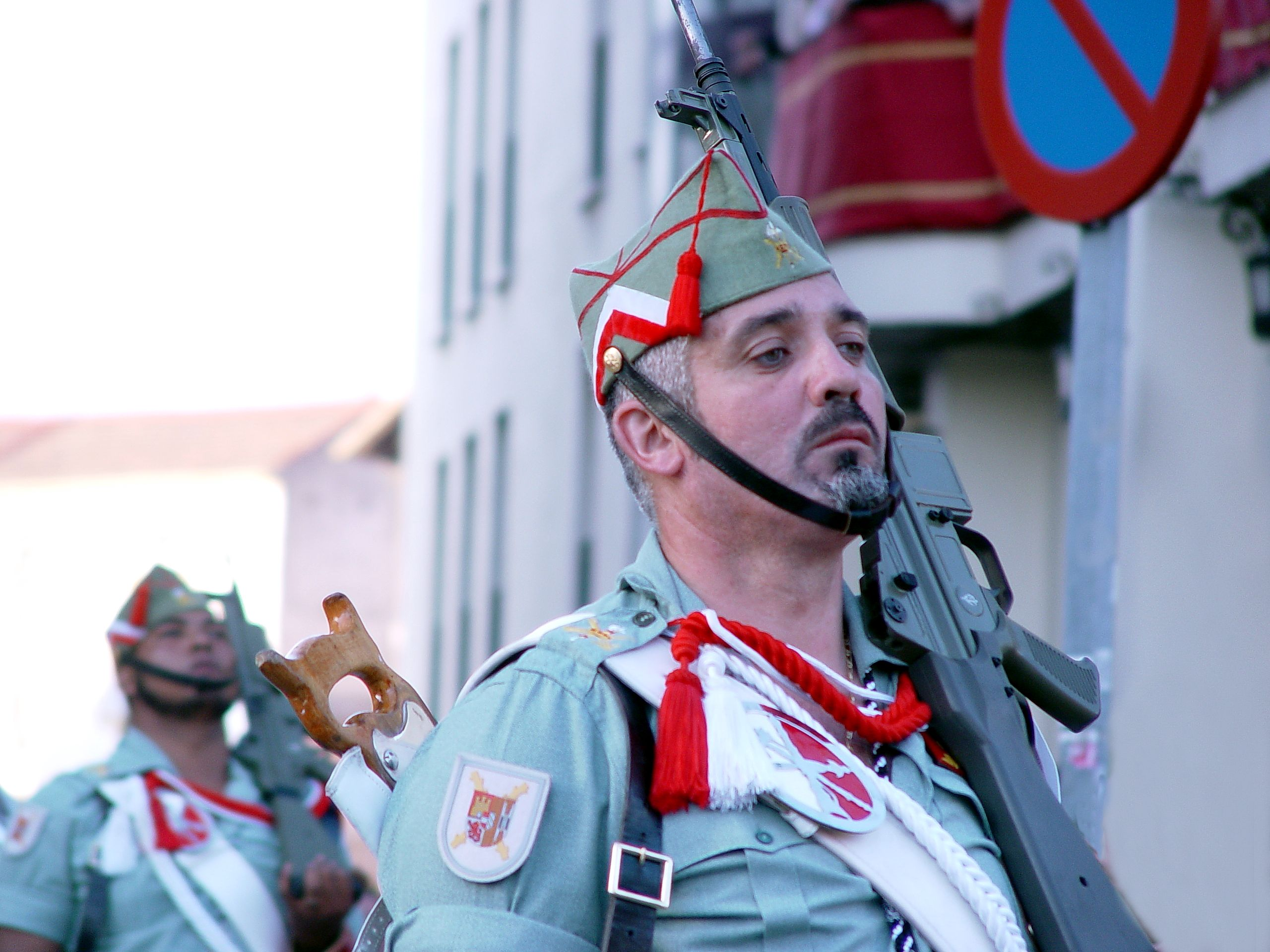
Legionario con un CETME L.

Tras el fin de la fabricación en 1975 del CETME C, en 1984 comienza la de los modelos L , LC y LV. Ambos sustituían las piezas de madera por materiales plásticos, se redujeron los pesos y medidas, y se adoptaba el cartucho 5,56 x 45 OTAN (o el equivalente .223 Remington) gracias al cual los cargadores pueden ir dotados de más munición en el mismo espacio aproximado debido al tamaño de los cartuchos, además de suavizarse notablemente el retroceso. Es además la munición estándar de la OTAN por lo que supuestamente cualquier fusil de la Alianza puede usar cargadores y munición aunque sea de otro modelo.
También incorpora un «botón» para retener el cerrojo en posición atrasada dejando la ventana de expulsión abierta al mismo tiempo, lo cual facilita la inspección de la recámara y las maniobras de solución y rearmado en caso de interrupción de tiro por defecto del cargador, cartucho o fallo de algún mecanismo.
El alza de librillo pasa a tener solo dos posiciones: 200 y 400 m (el diseño original incorporaba un alza de tambor tipo H&K que no fue incluida en los ejemplares de serie).
La diferencia entre los dos radicaba en que el modelo LC incorporaba un culatín retráctil, el cañón más corto y un conjunto de cerrojo diferente al L al no disponer de muelle amortiguador (solo el de recuperación); esta diferencia entre ambos resultó en que el modelo LC era más eficaz que el modelo L, ya que al no tener muelle amortiguador que iba acoplado al recuperador dentro de la culata para ser más suave el retroceso, el empuje hacia adelante del cierre era más brusco por la rigidez del sistema, y por lo cual el encaje de los rodillos en la recámara tenía suficiente fuerza para su inserción y menos problemas con la suciedad, además de que la caja de la culata era metálica, lo cual evitaba la prematura holgura comparada con la del plástico debido a que los pasadores de montaje, al ser metálicos, agrandaban el hueco de alojo y en el tiro la culata oscilaba verticalmente dando mala estabilidad y poca tensión de tiro, lo que en el modelo LC no pasaba. Su longitud más corta como resultado de estas variaciones le hacía ideal para ser manejado desde vehículos por conductores, carristas y en combate urbano, a corta distancia o en espacios reducidos, así como para ser usado por tropas de élite en operaciones concretas y paracaidistas, ya que facilita el salto.
Además hubo una versión LV (L-Visor óptico), era igual que el modelo L pero con la diferencia de que el cuerpo de puntería del alza era sustituido por un cuerpo especial para la colocación de un visor óptico y además llevaba una mira de auxilio. El LV sirvió en la Infantería de Marina y era bastante diferente al LV del ejército: visor SUSAT inglés que se colocaba en el riel sobre el cájón de mecanismos, muelles reforzados y correa portafusil similar a la del SA-80. Este modelo incluía además una caja con dos tipos de visores uno diurno y otro nocturno, su cometido era ser utilizado por tiradores selectos de intervención rápida así como en unidades equipadas para combate nocturno.
A pesar del buen resultado de los prototipos, el fusil una vez recibido por las unidades se mostró en cambio inadecuado, en especial en asuntos críticos en un arma militar, como la resistencia y la fiabilidad mecánica. Salvando algunos errores de diseño (se dilataba de forma asimétrica), principalmente parece que el arma estaba fabricada reduciendo los costes a menos de la mitad (de 226 000 pesetas por unidad al finalizar la fase de prototipo, a 108 000 pesetas por cada arma que llegaba a las unidades) por la exigencia de que los nuevos fusiles no costasen más caros que los CETME C a los que reemplazaban, a causa de la grave escasez presupuestaria sufrida por el Ministerio de Defensa español, con un claro empeoramiento del control de calidad y materiales. El resultado de todo esto fue un fusil que sufría con facilidad desgaste y corrosión. Además, tenía una grave tendencia a producir interrupciones de tiro, a menudo siendo incapaz de disparar más de tres o cuatro veces antes de fallar; y una facilidad para ensuciarse internamente incluso con poco uso, que hacía que la tropa dijese con sorna que «CETME» significa en realidad «Cada Esquina Tiene Mierda Escondida»; la acumulación de hollín en el estriado de la recámara provocaba que las vainas quedasen pegadas (a estos fallos contribuyó la baja calidad de la munición fabricada por Santa Bárbara, la cual no superaba las pruebas de homologación de la OTAN, así como el empleo continuado, ante la imperiosa necesidad de reducir gastos al máximo, de cargadores originalmente diseñados para un solo uso). También se quejaban de lo laborioso que resultaba limpiarlo, pero esto puede deberse más bien a la baja instrucción dada a muchos soldados y la falta de utensilios de limpieza.
La baja precisión era derivada del bajo presupuesto lo cual produjo el rebaje de los materiales, que produce el desgaste prematuro de elementos de recámara y cañón lo cual deriva en la mala combustión de la pólvora y poca estanqueidad por lo cual provoca inestabilidad en el proyectil, se reveló en general inferior al del modelo C que sustituía con la diferencia del calibre.
A pesar de estar disponible desde 1984, no fue adoptado oficialmente como reglamentario hasta 1987, siendo los modelos de serie de calidad mucho peor que los del diseño original. Cuando diez años después se decidió sustituirlo, todavía había unidades a las que no había llegado o que usaban aún el viejo CETME C. Algunas, de hecho, ante las deficiencias del L volvieron a usar los C.  
En cambio, la Guardia Civil recibió el modelo original de CETME L en lugar del diseño «abaratado» con el que se dotó a las Fuerzas Armadas, siendo su desempeño en general satisfactorio, destacando su excelente precisión.

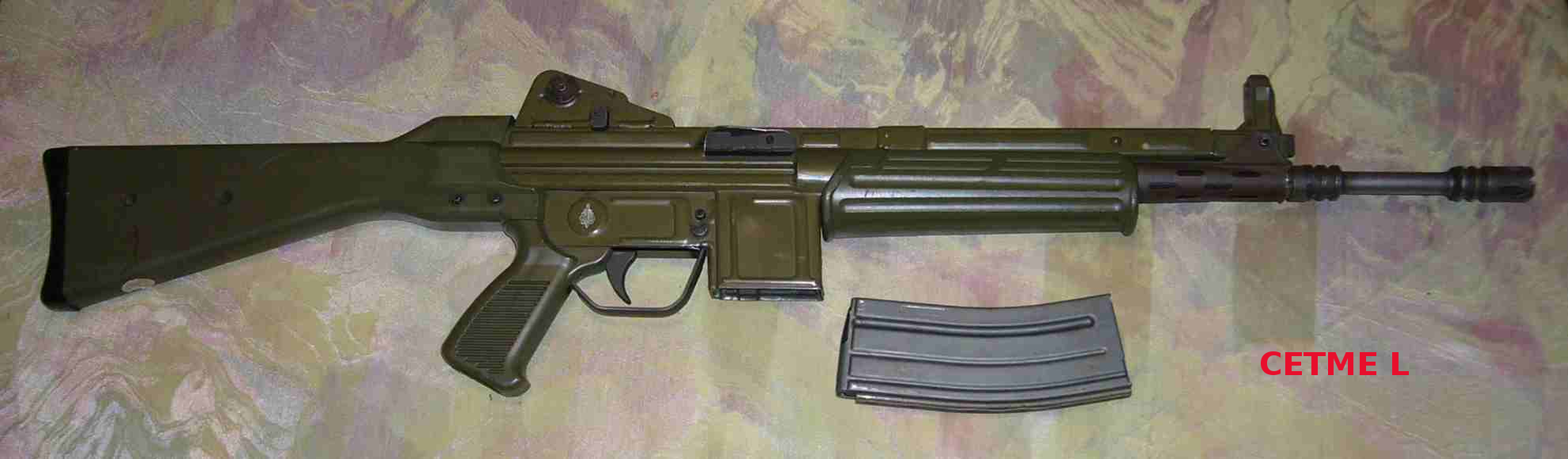
Vista del lateral derecho del CETME L.
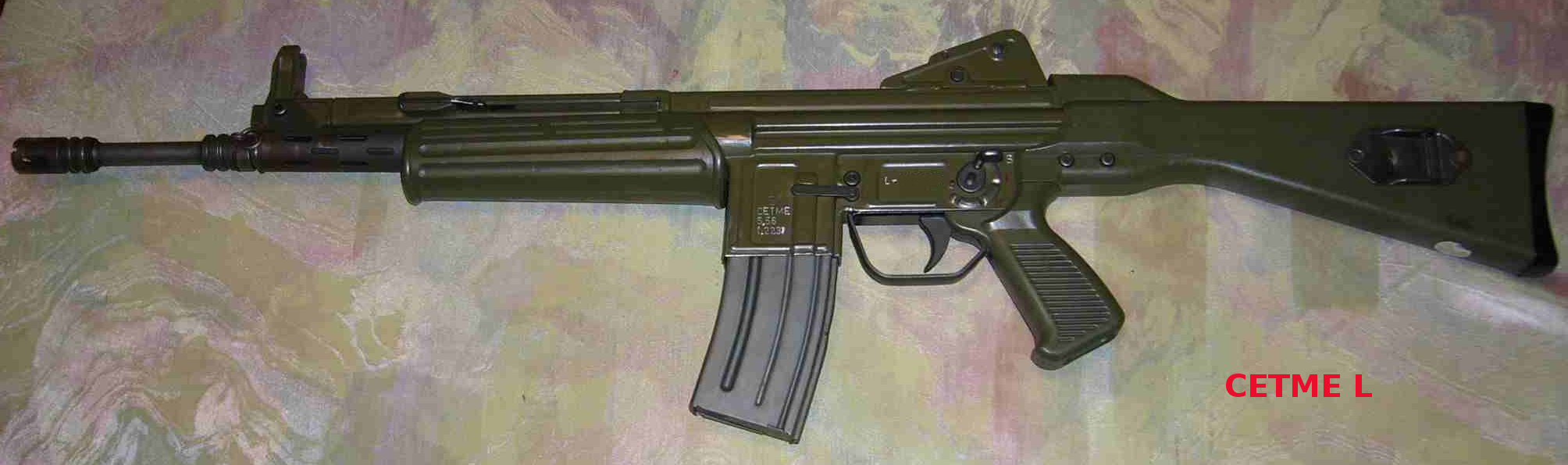
Vista del lateral izquierdo del CETME L.
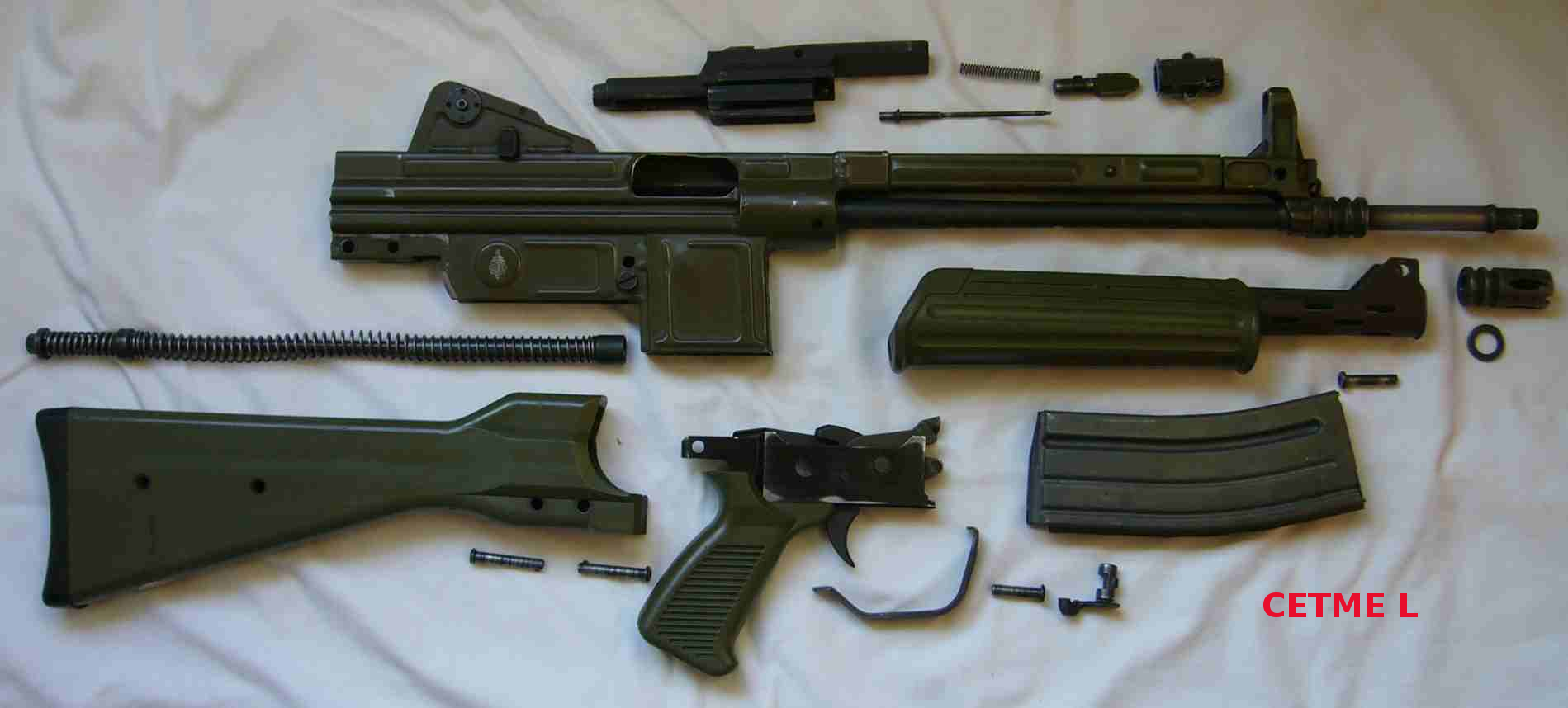
Despiece básico del CETME L.
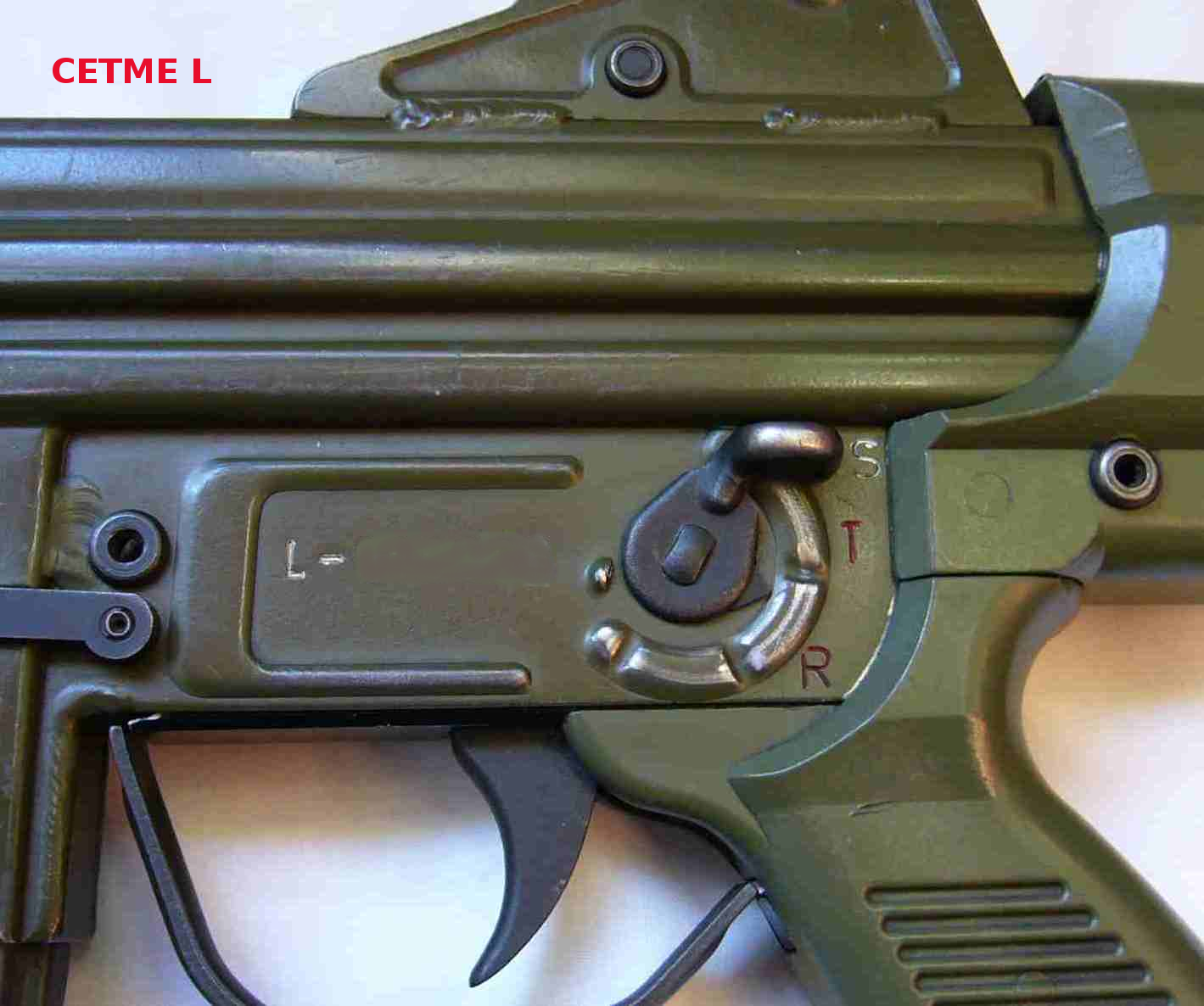
Detalle del selector de tiro en posición de seguro.

Para visualizar las diferentes versiones, (las referencias de este último gráfico son:
112-1 – CETME mod. B,
112-2 – CETME mod. C,
112-3 – CETME mod. L-preserie,
112-4 – CETME mod. L,
112-5 – CETME mod. LC).

## Conclusión
Tras los problemas acarreados por los últimos modelos desarrollados por CETME, en 1996 sale a concurso público la adquisición de un nuevo fusil de elevadas prestaciones para las Fuerzas Armadas españolas. Fue elegido en 1999 el modelo G36E de la empresa Heckler & Koch (una de las que codesarrollaron el CETME en sus inicios), y se pagó un precio que rondó las 130 000 pesetas por unidad. Sin embargo, aún se tardó varios años en verse los nuevos fusiles entre la mayoría de unidades.

## Otros diseños de CETME

### CETME AMELI

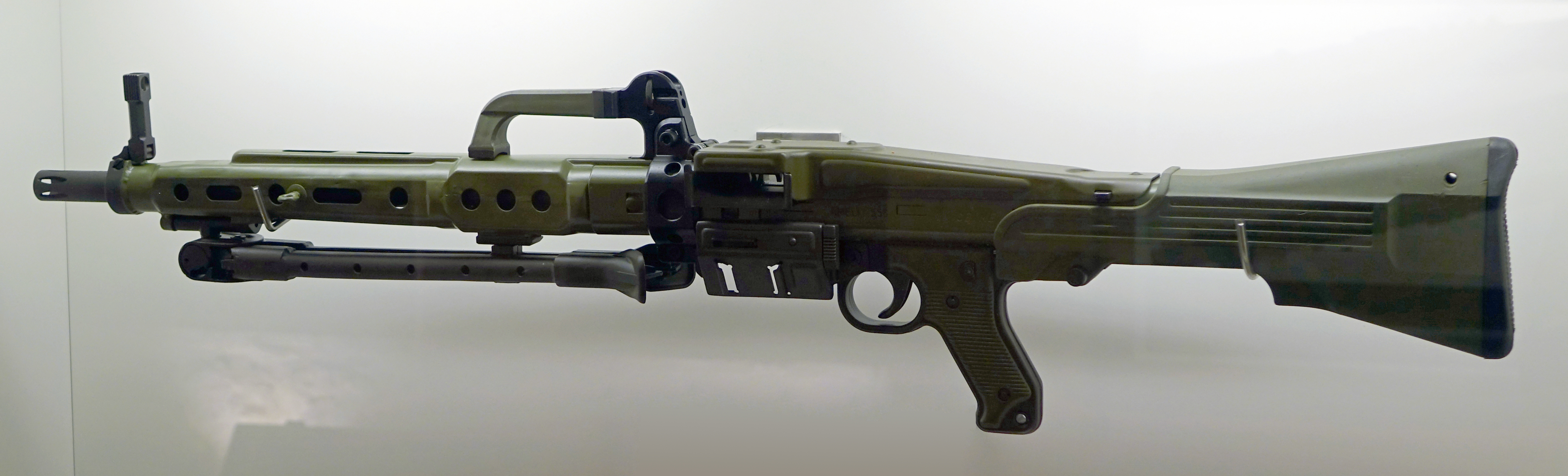
Una CETME Ameli.

Este modelo fue un intento frustrado de sustituir o reforzar a la ametralladora MG3 y dotar de más potencia de fuego a las unidades, con unas dimensiones y calibre más pequeño (5,56 mm). Se alimentaba mediante cintas o tambores, y se fabricaron dos versiones de la misma: el modelo de cañón largo (450 mm) y el de cañón corto (400 mm) ambas con una cadencia de 1.000 disparos/minuto.
El Ejército Británico adquirió seiscientas unidades[cita requerida] para el Special Air Service, el Special Boat Service y las tropas paracaidistas después de los buenos si no excelentes resultados que dieron sus prototipos, superando las prestaciones de la FN Minimi y la H&K-33E, pero terminó devolviendo los ejemplares de serie antes de que pasara el plazo de evaluación por los deficientes resultados y fallos de funcionamiento, así como por su escasa fiabilidad tras las condiciones de combate de un asalto anfibio o desembarco (lodo, arena, agua, etc.), fiasco achacado a la poca calidad de los materiales empleados en un intento por reducir costes (su precio era la mitad que el de la Heckler & Koch HK21 alemana). En España tan sólo entraron en servicio unas 300 unidades, la mayoría destinadas a la Brigada Paracaidista y unidades de élite del Ejército de Tierra y de la Guardia Civil, así como la Infantería de Marina, la cual introdujo modificaciones menores tales como añadir refuerzos y soldaduras adicionales para tratar de paliar sus problemas de funcionamiento.

### Subfusil CETME C2

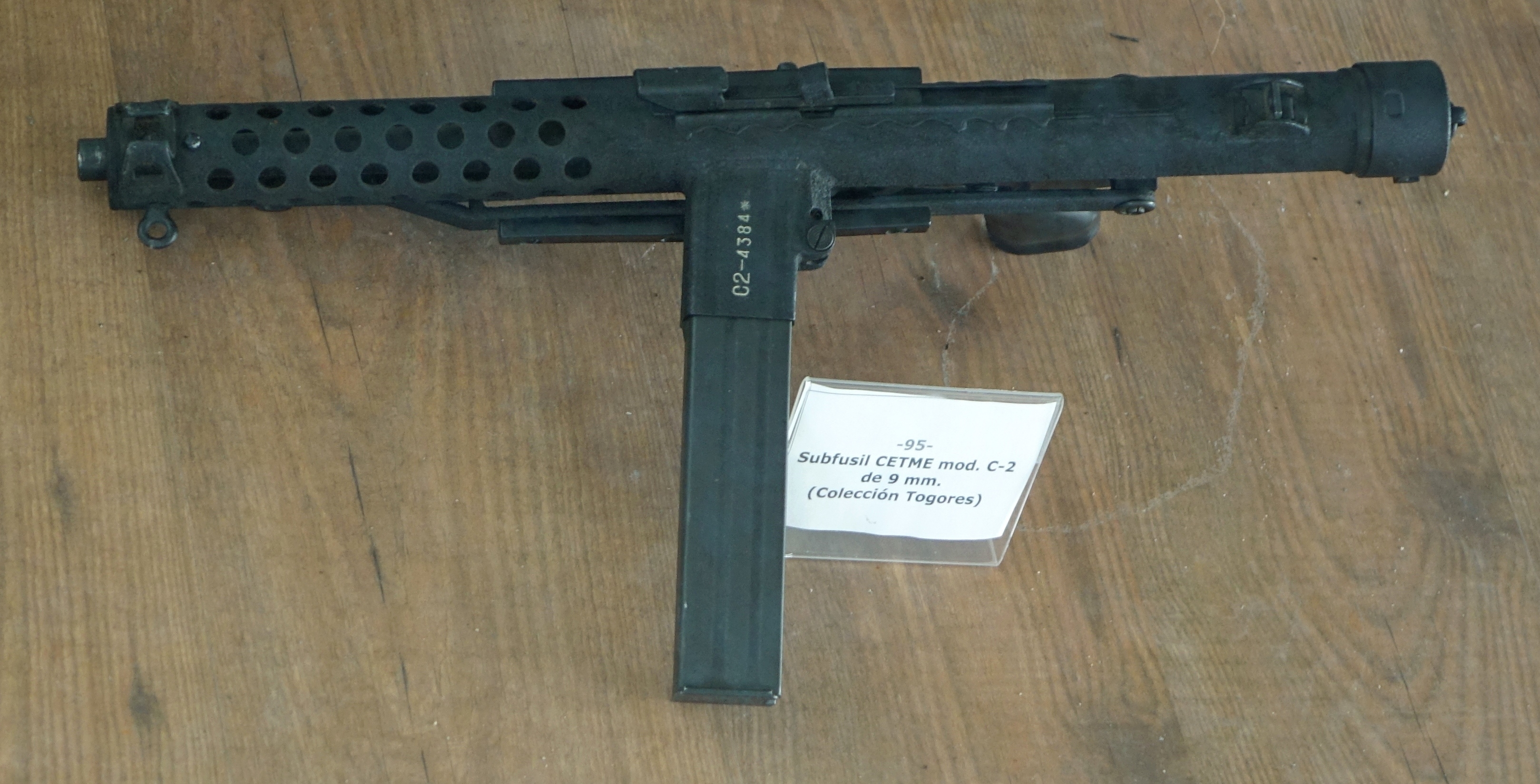
Un CETME C2.

CETME también fabricó un subfusil, similar a los modelos de segunda generación de STAR, Bonifacio Echeverría S.A. con el cargador insertado en un brocal lateral, al modo del Sterling inglés. El arma estaba calibrada para cartuchos 9 x 19 Parabellum, y podía disparar el 9 mm Bergman-Bayard (cartucho usado durante largo tiempo en el ejército español y conocido como 9 mm Largo) con solo cambiar el cañón. La palabra «Parabellum» está extraída de la máxima latina «si vis pacem, para bellum», que significa: «Si quieres la paz, prepárate para la guerra».

### CETME FR-7 y FR-8 CETMETON
El CETME FR-7 y el FR-8 CETMETON no fueron desarrollos únicos de CETME, sino que se trata de modificaciones aplicadas a fusiles de cerrojo en las que participó.

## Uso en combate

### España
A finales de 1956, se enviaron fusiles CETME A-2 para pruebas en el Sahara Español, entregándose a la 1.ª Compañía de la XIII Bandera de la Legión para su evaluación. En febrero de 1957, se habían fabricado un total de 815 fusiles CETME-A en sus versiones A1 y A2. La primera y única unidad armada totalmente con fusiles con el CETME-A2 fue la IV Bandera de la Legión. También recibieron fusiles CETME-A2 algunos soldados de la XIII Bandera, sobre todo después de la batalla de Edchera en enero de 1958. El CETME-B quizás hubiera podido equipar a más tropas en 1957 si un año antes no se hubiese decidido llevarlo al calibre OTAN de 7,62 mm. Tras la guerra las unidades destinadas en África comenzaron a recibir fusiles CETME-B y años después CETME-C en grandes cantidades. Irónicamente en marzo de 1956 España había ofrecido vender a las Fuerzas Armadas Reales (FAR) de Marruecos fusiles Mauser y fusiles ametralladores CETME.
En Guinea Española (luego se independizó como Guinea Ecuatorial) la Guardia Territorial y Guardia Civil se encargaban del orden. Si bien la Guardia territorial estaba equipada con mosquetones Mauser, la Guardia Civil si recibió fusiles de asalto CETME-B.
Las unidades españolas destinadas en el Sahara Occidental cuando estalló la crisis con Marruecos en 1975 estaban equipadas con fusiles CETME-C. Estas fueron las armas empleadas por la Legión y la Agrupación de Tropas Nómadas en las escaramuzas con el Frente Polisario y con los marroquíes. En mayo de 1973 se produjo el primer ataque del Frente Polisario en un pozo a 42 kilómetros de Edchera, comenzando así los enfrentamientos. Desde enero de 1974 se iniciaron diversos ataques y hostigamientos en la zona de Tifariti, Hausa y Edchera contra las tropas españolas. También en estos años las Fuerzas Armadas del Reino de Marruecos comenzaron a concentrar unidades al sur del río Draa. Marruecos rehuyó un enfrentamiento abierto pero reclutó combatientes para formar el 7.º Batallón Meharista de Tantán, encontrándose distribuidos a lo largo de la frontera para cruzar la frontera y hostigar a los españoles.
Los fusiles CETME-L han sido empleados por los soldados españoles en despliegues en Bosnia, Kosovo, Kurdistán, Afganistán e Irak, hasta que fueron totalmente reemplazados por los G36E. En algunos de esos despliegues fueron empleados en escaramuzas y combates.

### Francia
En 1961 el carguero Margot Hansen fue abordado e inspeccionado por los franceses, incautándose 200 fusiles CETME-B destinados a los grupos rebeldes argelinos. Según fuentes diversas, esto sucedió en el año 1959 y se trataba del carguero Lidice o El Tigrito, otro de los muchos barcos interceptados con armas destinadas al FLN argelino. Las armas fueron confiscadas y almacenadas en un depósito naval, donde rápidamente los Comandos de la Marina Francesa los requisaron para su propio uso. Estas armas estuvieron en servicio hasta finales de los años 70, aunque los franceses hubieron de adaptar munición y percutores.

### República Dominicana
República Dominicana compró un lote de fusiles de asalto CETME-B en 1959, junto a una docena de obuses Naval Reinosa 105/26 y otro equipamiento militar. Los CETME parece que se destinaron a algunas unidades de élite del Centro de Entrenamiento de las Fuerzas Armadas dominicanas (CEFA). En fotos de la guerra civil e intervención estadounidense de 1965 pueden verse estos fusiles.

### Congo
En los primeros años de la década de 1960 tenía lugar la guerra del Congo, donde numerosas imágenes muestran a mercenarios armados con fusiles FN FAL y CETME. El gobierno congoleño de Moise Tshombe compró armas en España para combatir a los rebeldes Simba, junto a viejas armas retiradas por el ejército español (fusiles Mauser y ametralladoras Alfa de 7,92 mm) también llegaron fusiles CETME-B de 7,62 mm. Las armas se suministraron vía Angola.

### Nigeria
En fotos de la guerra de Biafra pueden verse fusiles CETME-C, tanto en manos del ejército federal como de los rebeldes. Según algunas fuentes España también habría vendido fusiles CETME-B a Nigeria. El G3 también era empleado, pero la forma curva del cargador y los agujeros del guardamanos delatan a los CETME en numerosas fotos. El ejército de Nigeria compró lotes de fusiles CETME debido a las necesidades de la guerra y los biafreños contaron con algunos ejemplares capturados a los que se unieron lotes suministrados por Francia o Portugal. El CETME era llamado por los soldados «Shettima», por su parecido fonético a la región nigeriana.

### Otros
España, necesitada en aquellos años de divisas, no puso muchos problemas para vender fusiles CETME a quien pudiera estar interesado. Guatemala compró en 1969 una partida de 5000 fusiles CETME-C. Se desconoce si fueron empleados durante el conflicto que vivió el país los años posteriores. España vendió fusiles CETME a Nicaragua para el uso de la Guardia Nacional de Somoza.
Jordania parece que compró una partida de unos 15.000 CETME-C a finales de los años 60. Estos podrían ser la fuente de los CETME empleados por la OLP y por la milicia chiita Amal. Algunos CETME incluso llegaron a Siria, siendo empleados en la guerra civil siria que sufre ese país.
Algunos lotes de CETME-C podrían haber llegado a Portugal para su empleo en las guerras en África, como parte de la colaboración entre los dos países establecida por el Pacto Ibérico o de lotes destinados a Biafra. Aunque Portugal fabricaba el G3, que era su arma estándar, algunos lotes de CETME pudieron haber llegado a Angola y posteriormente a Rodesia. Hay que recordar que junto al G3 Portugal también empleó otros fusiles (FN FAL, AR-10... ) como medida interina hasta contar con suficientes fusiles G3. El Ejército sudafricano hizo pruebas comparativas entre el FN FAL, AR-10, CETME y StG 57.
En la década de 1990, Angola compró a España armas para emplearlas en la lucha contra las fuerzas de UNITA. Esto incluyó fusiles CETME y otras armas ligeras con su respectiva munición.
Asimismo fusiles CETME han llegado a fuerzas terroristas y guerrillas de África y América. Los guerrilleros del Frente Polisario emplearon en sus primeros años de lucha fusiles CETME.
En 2023, durante la invasión rusa de Ucrania iniciada en 2022, se entregaron fusiles CETME L a los soldados del Servicio Estatal de Fronteras de Ucrania (SPSU).

## Usuarios
- Biafra: fue empleado por las Fuerzas Armadas de Biafra.[65]
- Bolivia: en 2003 compró 1.500 CETME C para equipar a los reservistas del Ejército. Es empleado por el Grupo Delta de la Policía Nacional.[66]
- Chad[67]
  - Fuerzas Terrestres de Chad.
- España
  - Fuerzas Armadas de España.[68]
  - Guardia Civil: reintrodujo en servicio los CETME C que tenía almacenados, para reemplazar a los desgastados CETME LC.[69]
- Francia: los Commandos Marine emplearon fusiles CETME B capturados a bordo de un barco carguero durante la guerra de independencia de Argelia, manteniéndolos en servicio limitado hasta la década de 1990.[70]
- Guatemala: en 1981 desechó la mayor parte de sus fusiles CETME.[71]
- Guinea Ecuatorial [72]
- Jordania
- Líbano: es empleado por las Fuerzas Armadas del Líbano.[73]
- Mauritania[74]
- República Árabe Saharaui Democrática: es empleado por el Frente Polisario.[63]
- República del Congo[75]
- República Democrática del Congo[76]
- República Popular del Congo[77]
- República Dominicana[78]
- Ucrania[64]
- Yibuti[79]
- Zaire[80]

### Entidades no estatales
- Organización para la Liberación de Palestina[52]

### Desarrollos relacionados
- Alemania Heckler & Koch G3
- Estados Unidos PTR 91

### Armas similares
- Alemania HK33

### Listas relacionadas
- Anexo:Materiales históricos del Ejército de Tierra de España desde la posguerra
- Anexo:Materiales del Ejército de Tierra de España